# Kinect Adventures
Kinect Adventures est un jeu vidéo développé par Good Science Studio (en) et édité par Microsoft Games Studios sur Xbox 360. Il est sorti en novembre 2010 lors du lancement du périphérique Kinect avec lequel il est compatible. Le jeu propose cinq mini-jeux se déroulant dans des lieux exotiques. Il est entre autres possible de descendre des rapides.

## Système de jeu
Kinect Adventures! fait usage du capteur de mouvements Kinect. Le jeu utilise les mouvements du corps entier pour jouer à des mini-jeux. Chaque mini-jeu dure environ trois minutes. Alors que la plupart des mini-jeu sont coopératifs en mode deux joueurs, Reflex Ridge est un jeu de type compétitif. Le jeu gère le mode multi-joueurs Xbox Live. À de nombreux moments dans le jeu, le capteur de mouvement Kinect prend des photos, qui sont montrées au(x) joueur(s) et sauvegardées. Ces photos peuvent alors être vues dans le jeu, avec l'option de les téléverser dans un compte privé sur Kinectshare.com puis de les télécharger vers un ordinateur ou de les transférer vers des sites de réseaux sociaux.

## Critiques
- ign [2]= 6.5/10 et 6.4/10 selon les joueurs
- jeuvidéo.com[3] = 13/20 et 13.5/20 selon les joueurs
- gamekult[4] = 4/10
- senscritique[5] = 5.1/10